# Larvivora brunnea
Larvivora brunnea là một loài chim trong họ Muscicapidae.